# Syllabus errorum
Syllabus je seznam stavkov, s katerimi je Pij IX. obsodil trditve različnih takratnih filozofskih in miselnih tokov, za katere je menil, da so v nasprotju z učenjem katoliške Cerkve. Večino teh obsodb so potrdili tudi koncilski očetje zbrani na Prvem vatikanskem koncilu 1869-70.

## Opis
Veliko prahu in ugovorov je dvignil »Syllabus«, s katerim je Pij IX. obsodil zmote »modernizma«. Med liberalnejšimi katoličani, zlasti pa med protestanti so se našli mnogi, ki so očitali papežu in katoliški Cerkvi, češ da je nazadnjaška
Zmote o možnosti naravnega spoznanja Boga, o razodetju, o dolžnosti, sprejemati razodetje s pokorščino vere, so vedno močneje izzivale, naj cerkveno učiteljstvo zavzame odločno stališče do njih. Papež Pij IX. je objavil seznam osemdesetih stavkov (“Syllabus”), ki so formulacije najpomembnejših naukov, ki jih je imel za zmotne. To so stavki, ki so načeti od naturalizma in racionalizma. 

## Vsebina
V Syllabus-u je Pij IX. obsodil poglavitne modernistične zmote svojega časa: panteizem, naturalizem, racionalizem, indiferentizem, socializem in komunizem, kakor tudi napačen nauk o krščanskem zakonu. 
Drugi stavki obsojajo vdiranje državne oblasti na cerkveno področje, pa tudi povzdigovanje države nad Cerkev - ter omejevanje cerkvenega delovanja in verske svobode. 
Prva dva stavka zbirke vsebujeta obsodbo panteizma in deizma: spodaj navedeni stavki izražajo takrat razširjena mnenja; po papeževem mnenju je resnica ravno obratna.
1. Nikakršno najvišje, najmodrejše in za blagor stvari kar najbolj skrbno božje bitje ne obstoji, ki bi bilo različno od celote stvarstva. Bog je istoveten z naravo (prirodo) reči in torej podvržen spreminjanju. Bog v resnici nastaja v človeku in v svetu; vse je Bog in ima prav Bogu lastno podstat. Bog je prav isto kakor svet in zato duh s tvarjo (materijo), nujnost s svobodnostjo, resnično z lažnim, dobro z zlom, pravično s krivičnim.
2. Treba je tajiti vsako delovanje Boga na ljudi in svet. [3]
3. Človeški razum odloča sam od sebe ne glede na Boga, kaj je resnično in kaj zmotno, kaj je dobro in kaj zlo. Sam sebi je zakon in s svojimi naravnimi močmi zadostuje za srečo ljudi in narodov. [4]
4. Vse resnice religije izhajajo iz naravne zmožnosti človeškega razuma. Razum je torej najvišje merilo, po katerem človek more in mora	spoznati vse resnice kateregakoli reda. [5]
5. Božje razodetje je nepopolno in zaradi tega podvrženo neomejenemu napredku, ki mora ustrezati napredku človeškega razuma. [6]
6. Človeški razum je na isti stopnji skupaj z religijo. Teološke vede je zato treba obravnavati natančno tako kakor filozofske.
7. Vse krščanske verske resnice so brez vsake razlike predmet naravne vede ali filozofije. Če je človeški razum izveden v zgolj zgodovinskem razvoju, more s svojimi naravnimi močmi in načeli doseči resnično razumevanje vseh, tudi skrivnostnejših verskih resnic. Pogoj je edinole ta, da se mu te verske resnice predlože za predmet.[7]

8. decembra 1864 je papež svoji okrožnici ’’Quanta cura” torej dodal znameniti ’’Syllabus’’ s popisom 80 sodobnih zmot, kar je vznemirilo ne le nasprotnike, ampak tudi nekatere katoličane, ki so se čutili omejene v svoji svobodomiselnosti. 

### Razmere po objavi Syllaba
Dva dni prej je v največji tajnosti začel pripravljati vesoljni cerkveni zbor. Prvič ga je javno omenil 26. junija 1867 škofom, ki so se zbrali v Rimu na proslavo ob 18-stoletni obletnici smrti apostola Petra. 29. junija 1868 pa je z bulo Aeterni Patris oznanil vsemu krščanskemu svetu sklic koncila, in sicer za 8. decembra 1869 v Vatikanu. 

Napoved koncila je naletela na različne odmeve, veliko je bilo takih, ki so menili, da bo koncil uzakonil obsodbe naprednih idej, ki jih je obsodil Syllabus in še bolj utrdil papeževo absolutno oblast. Najbolj zagrizen nasprotnik je postal liberalno usmerjeni duhovnik in znani cerkveni zgodovinar  Döllinger, ki je ostro zavrnil Syllabus. Zato ga niso poklicali v pripravljalno koncilsko komisijo, kar ga je do konca razdražilo in je pod raznimi psevdonimi nahujskal javno mnenje in državne oblasti zoper papeža in koncil. Avgusta 1869 je napisal do papeža sovražno knjigo »Papež in koncil«, ki jo je označil teolog Scheeben  kot pamflet zoper papeštvo. Scheeben je užival kot nepristranski zgodovinar tak ugled, da ga je Pij XI. 1935 označil za „genialno osebnost“.. 

Döllinger je v svoji užaljenosti šel tako daleč, da je osporaval kakršnokoli papeževo nezmotljivost, njegov primat in cerkveno avtoriteto; s tem je razpihal sovraštvo do katoličanov pri protestantih in pri državnih oblasteh, zlasti pri Bismarcku, kar so hudo občutili nemški katoličani med Kulturkampfom po koncilu. Posredno je hujskal opozicijo na koncilu, pa tudi nastanek starokatoličanov, ki pa se jim sam ni nikoli pridružil. Protestanti so bili tako razdraženi, da so napadli katoliške škofe konec avgusta 1869, ko so potovali skozi Hessen na škofovsko konferenco v Fuldo. Nemški škofje so napisali v zvezi s tem pomirljivo okrožnico, obenem pa prosili papeža, naj zaustavi razpravljanje o nezmotnosti. Papež je to tudi storil, ker so se podobna nasprotovanja pojavila tudi v drugih versko mešanih evropskih deželah – vendar ga je pod pritiskom drugih, zlasti francoskih škofov, zopet uvrstil med teme, o katerih bodo na koncilu razpravljali. 

### Okrožnice, nagovori in pisma Pija IX., iz katerih je črpal Syllabus
1’ Okrožnica Qui pluribus; 9. november 1846. 

2’ Nagovor Quisque vestrum; 4. oktober 1847. 

3’ Nagovor Ubi Primum; 17. december 1847. 

4’ Nagovor Quibus quantisque; 20. april 1849. 

5’ Okrožnica Nostis et Nobiscum; 8. december 1849. 

6’ Nagovor Si semper antea; 20. maj 1850. 

7’ Nagovor In consistoriali; 1. november 1850. 

8’ Pismo Multiplices inter; 10. junij 1851. 

9’ Pismo Ad Apostolicæ Sedis; 22. avgust 1851. 

10’ Nagovor Quibus luctuosissimis; 5. september 1851. 

11’ Pismo sardinijskemu kralju; 9. september 1852. 

12’ Nagovor Acerbissimum; 27. september 1852. 

13’ Nagovor Singulari quadam; 9. december 1854. 

14’ Nagovor Probe memineritis; 22. januar 1855. 

15’ Nagovor Cum sæpe; 26. julij 1855. 

16’ Nagovor Nemo vestrum; 26. julij 1855. 

17’ Okrožnica Singulari quidem; 17. marec 1856. 

18’ Nagovor Nunquam fore; 15. december 1856. 

19’ Pismo Eximiam tuam; 15. junija 1847 kölnskemu kardinalu-nadškofu. 

20’ Apostolsko pismo Cum catholica Ecclesia; 26. marec 1860. 

21’ Pismo Dolore haud mediocri; 30. april 1860 breslauskemu škofu. 

22’ Nagovor Novos et ante; 28. september 1860. 

23’ Nagovor Multis gravibusque; 17. dezember 1860. 

24’ Nagovor Jamdudum cernimus; 18. marec 1861. 

25’ Nagovor Meminit unusquisque; 30. september 1861. 

26’ Nagovor Maxima quidem; 9. junij 1862. 

27’ Pismo Gravissimas inter; freisinškemu nadškofu z dne 11. decembra 1862. 

28’ Okrožnica Quanto conficiamur mærore; 10. avgust 1863. 

29’ Okrožnica Incredibili afflictamur; 17. september 1863. 

30’ Pismo Tuas libenter; freisinškemu nadškofu z dne 21. decembra 1863. 

31’ Pismo Cum non sine; freiburškemu nadškofu z dne 14. julija 1864. 

32’ Pismo Singularis Nobisque; monrealskemu škofu z dne 29. septembra 1864. 

## Ocena

### Teološka razlaga
Že leta 1933 je cerkveni zgodovinar Seppelt  zapisal, da moremo te stavke pravilno razumeti le, če ugotovimo, kaj so z njimi menili tisti, ki so jih učili, in v katerem smislu jih je papež obsodil. Tako med drugim pravi: 
- Stavki so večinoma navedki iz proticerkvenih pisateljev z galikanskimi ali febronističnimi osnovami, ali izjave svobodomiselnih državnikov. Pravilno jih lahko razumemo le, če jih promatramo v njihovi celotni povezavi in ne iztganih iz konteksta. Vedeti moramo torej, kaj so hoteli z njimi povedati njihovi avtorji in v kakem pomenu jih je hotel obsoditi papež. Poleg tega je treba vsak stavek razlagati v ožjem pomenu. Pri zavračanju stavkov ne smemo smatrati kot resničnih nasprotujoče (konträre), ampak le protislovn nasprotne trditve (kontradiktorische Gegensatz). Če uporabimo to metodo, kot je to delal že Heiner, [14] [15] tedaj bomo dobili vseskozi tudi na zloglasnih ali razvpitih mestih milejši smisel, ki ga je treba ali vsaj mogoče sprejeti.
- Glede dogmatične vrednosti Syllaba se teologi nikakor ne strinjajo. Na splošno menijo, da je 16 v okrožnici obsojenih stavkov podvrženih papeževi nezmotljivosti. Nekateri menijo to tudi za celoten Syllabus, ker da je tesno povezan z okrožnico Quanta cura, ker so ga sprejeli vsi škofje in ker so se nanj papeži večkrat sklicevali. Drugi zastopajo nasprotno stališče, čeprav ne odrekajo dogmatične vrednosti posameznim mestom.
- Ehrhard [16] označuje pomen Syllaba kot bistveno časovno-zgodovinsko pogojen. To je bilo dejanje obrambe cerkvene avtoritete v stiski zoper nebrzdane napade svobodomiselstva, da bi zavarovalo člane Cerkve pred škodljivimi učenji in pogledi. Za izčrpno obdelavo vprašanja je bilo 1864 še prezgodaj. Pozneje je Leon XIII. podal za celo vrsto tozadevnih točk nadrobno in pozitivno razlago. [17]
- Čeprav je na podlagi novega Syllaba Pij X.  ponovno ostro obsodil modernistične zmote, danes prevladuje gledanje Drugega vatikanskega vesoljnega cerkvenega zbora, ki kaže na to, da so časovno pogojene obsodbe danes stvar preteklosti – druge pa so ohranile svojo vrednost do danes.
- Prav tako ne smemo pozabiti, da so avtorji s temi tezami največkrat z vso ostrino formulirali le nekatere temeljne misli in niso izključevali prilagoditve na dejanske zgodovinsko pogojene razmere. Syllabus je nastal v času, ko je praktično vsakdo napadal Cerkev in ga moremo torej razumeti kot neke vrste »papeževo obrambo«. Kljub temu pa so v Syllabu tudi obsodbe, ki so ohranile svojo veljavo. [18]

### Tudi danes obsojene
Nekaj primerov trditev, ki jih je papež po pravici obsodil in jih imajo za napačne teologi tudi danes: 
- Človeški razum je sam sebi zakon in more iz svoje naravne moči skrbeti za dobro človeka in narodov. (Syllabus točka 3)
- Krščanska vera nasprotuje človeškemu razumu, božje ra¬zodetje pa škoduje človekovi popolnosti. (6)
- Prerokovanja in čudeži, o katerih poroča sveto pismo, so iznajdba pesnikov; Jezus Kristus sam je mitična izmiš¬ljotina. (7)
- Odloki Apostolskega sedeža ovirajo svoboden razvoj znanosti. (12)
- Cerkvena oblast ne sme razvijati svoje avtoritete brez dovoljenja in soglasja državne oblasti. (20)
- Cerkev nima nobene prirojene in legitimne pravice do imetja in dobrin. (26)
- Država ima kot izvor in pravir vseh pravic neomejeno pra¬vico. (39)
- Nauk katoliške Cerkve nasprotuje blaginji in prednostim človeške družbe. (40)
- Državna oblast se sme vmešavati na področje religije, nravnosti in duhovne oblasti; more odločati tudi glede upravljanja zakramentov. (44)
- Celotna uprava javnih šol mora biti podrejena državni zakonodaji. (45)
- Državna oblast sme preprečiti svobodne stike škofov in vernega ljudstva s pape¬žem. (49)
- Laična oblast ima pravico odstraniti škofe iz njihovih služb. (51)
- Državna oblast lahko z vsemi sredstvi podpira tiste, ki žele zapustiti svojo redovno službo ali prelomiti slovesne zaobljube. (53)
- Ni druge sile, kot tiste, ki je v ma¬teriji. (58)
- Prelomitev še tako svete prisege in sleherno škodljivo ali zločinsko dejanje ni obsojanja vredno, ampak nasprotno, dovoljeno in celo izrazito hvalevredno, če je na¬pravljeno iz ljubezni do domovine. (64)

### Danes sprejemljive
Prenekatere trditve, ki jo Syllabus zavrača kot zmoto, danes ne bi več obso¬jali, npr.: 
- »Vsak človek ima pravico odločiti se za tisto religijo, ki jo z zdravim razumom spozna za pravo« (Syllabus, točka 15). 2. vat. koncil izjavlja glede tega: [19]

Ta vatikanski cerkveni zbor izjavlja, da ima človeška oseba pravico do verske svobode… Pravica do verske svobode resnično temelji v samem dostojanstvu človeške osebe. 
- »Z vestnim izpolnjevanjem verskih dolžnosti se lahko človek zveliča v vsaki religiji« (Syllabus 16). 2. vat. koncil pravi: [21]

»Tisti ljudje namreč, ki brez lastne krivde ne poznajo Kristusovega evangelija in njegove Cerkve, a iščejo Boga z iskrenim srcem in skušajo pod vplivom milosti v dejanjih spolnjevati njegovo voljo, kakor jo spoznavajo po glasu vesti, morejo doseči večno zveličanje.« 
- »Filozofija se ne more ozirati na razodetje.« (Syllabus 10) 2. vat. koncil priznava vrednote, ki jih nahaja zunaj krščanstva: [23]

»S svojim delovanjem Cerkev dosega, da se vse, karkoli je zasejanega dobrega v srcu in duhu ljudi ali v posebnih obredih in kulturah raznih narodov, ne le ne uničuje, ampak ozdravlja, povzdiguje in izpopolnjuje v Božjo slavo, v osramočenje hudemu duhu in v osrečevanje človeka.«  Koncil govori večkrat tudi o »zakoniti avtonomiji zemeljskih stvarnosti« 
»Treba je sicer priznati, da se zemeljska družba po pravici posveča svetnim skrbem in da se pri tem ravna po svojevrstnih načelih; toda prav tako po pravici odklanjamo tisti pogubni nauk, ki si prizadeva zgraditi družbo ne oziraje se na vero in ki nasprotuje verski svobodi državljanov ter jo uničuje.«  